# Campionat del Món de motociclisme de 1977
La temporada de 1977 del Campionat del món de motociclisme fou la 29a edició d'aquest campionat, organitzat per la FIM. Giacomo Agostini es retirà un cop acabada la temporada, posant fi a la seva carrera de disset anys amb un rècord de 122 victòries en Grans Premis i 15 Campionats del Món. Als 500cc, Suzuki va superar una forta oposició de Yamaha i va aconseguir el seu segon títol consecutiu amb Barry Sheene.

## Resum de la temporada
Ángel Nieto va aconseguir el seu tercer títol de 50cc consecutiu des de 1975, els dos darrers amb la Bultaco TSS Mk2. En una categoria dominada per les Bultaco, el company d'equip de Nieto, Ricardo Tormo, hi aconseguí la seva primera victòria i acabà el campionat en tercer lloc. Morbidelli obtingué un meritori doblet a les categories de 125cc i 250cc: Pierpaolo Bianchi va revalidar el seu títol de 125cc, mentre que el seu compatriota Mario Lega va aconseguir el de 250cc per a la petita empresa italiana.
El títol de 350cc va ser per al japonès-coreà Takazumi Katayama, esdevenint el primer campió del món de motociclisme japonès amb la seva Yamaha especial de tres cilindres, construïda als Països Baixos. Barry Sheene va aconseguir el seu segon títol de 500cc consecutiu davant de dos nord-americans, Steve Baker i Pat Hennen. Tot i acabar segon al campionat de 500cc i guanyar el títol de Fórmula 750, Baker fou acomiadat per Yamaha a finals d'any.

### Sinistralitat
La temporada de 1977 es va veure marcada per nombrosos accidents, entre ells un xoc terrible al Gran Premi d'Àustria de 350cc que va costar la vida del pilot suís Hans Stadelmann i va ferir greument Johnny Cecotto, Patrick Fernandez, Dieter Braun i Franco Uncini. L'accident va provocar una vaga de pilots a la categoria de 500cc, tot i que els organitzadors van decidir continuar amb el programa i Jack Findlay va guanyar la cursa davant d'un nombre reduït de competidors. Braun va decidir posar fi a la seva carrera com a pilot després de recuperar-se de les lesions.
A més d'aquest incident, al Gran Premi de Iugoslàvia, celebrat al famós circuit d'Opatija, també s'hi va viure una tragèdia. Després de rebre un ultimàtum de la FIM, els organitzadors de la cursa no van prendre mesures per millorar la seguretat del seu circuit urbà, conegut pels seus nombrosos perills com ara parets de roca sòlides i pendents pronunciats i amb prou feines protegits. L'esdeveniment va ser un desastre, ja que el pilot italià Giovanni Ziggiotto va caure durant els entrenaments de la cursa de 250cc en bloquejar-se-li el motor i va ser envestit per darrere per Per-Edward Carlson. Ziggiotto es va morir quatre dies després a l'hospital. Durant la cursa de 50cc, Ulrich Graf va caure en punxar el pneumàtic posterior i va sortir disparat contra un mur de pedra. Va patir greus ferides al cap i es va morir més tard a l'hospital. El circuit d'Opatija no es va tornar a emprar mai més per a cap tipus de cursa i el Gran Premi de Iugoslàvia es va traslladar l'any següent al proper circuit permanent de Rijeka, de nova construcció.

## Campions del món
Pilots
| 50cc        | 125cc           | 250cc      | 350cc       | 500cc        |
| ----------- | --------------- | ---------- | ----------- | ------------ |
| Ángel Nieto | Pier P. Bianchi | Mario Lega | T. Katayama | Barry Sheene |

Constructors
| 50cc    | 125cc      | 250cc    | 350cc  | 500cc  |
| ------- | ---------- | -------- | ------ | ------ |
| Bultaco | Morbidelli | Kawasaki | Yamaha | Suzuki |

Sidecars
| Pilot / Passatger           | Constructor |
| --------------------------- | ----------- |
| Georg O‘Dell / Kenny Arthur | Yamaha      |

## Grans Premis

### Sistema de puntuació
Barem de puntuació de 1969 a 1987:
| Posició | 1  | 2  | 3  | 4 | 5 | 6 | 7 | 8 | 9 | 10 |
| Punts   | 15 | 12 | 10 | 8 | 6 | 5 | 4 | 3 | 2 | 1  |

Resultats comptabilitzats:
- El 1977 es van abandonar els complicats sistemes emprats anteriorment per a determinar quantes curses comptaven de cada categoria. Per tant, des d'aleshores, a totes les categories es comptabilitzen tots els resultats obtinguts durant la temporada.

### Calendari
| Cursa | Data         | Gran Premi                   | Circuit           |
| ----- | ------------ | ---------------------------- | ----------------- |
| 1     | 20 de març   | Gran Premi de Veneçuela      | San Carlos        |
| 2     | 1 de maig    | Gran Premi d'Àustria         | Salzburgring      |
| 3     | 8 de maig    | Gran Premi d'Alemanya        | Hockenheimring    |
| 4     | 15 de maig   | Gran Premi de les Nacions    | Imola             |
| 5     | 22 de maig   | Gran Premi d'Espanya         | Jarama            |
| 6     | 29 de maig   | Gran Premi de França         | Paul Ricard       |
| 7     | 19 de juny   | Gran Premi de Iugoslàvia     | Opatija           |
| 8     | 25 de juny   | Dutch TT                     | Assen             |
| 9     | 3 de juliol  | Gran Premi de Bèlgica        | Spa-Francorchamps |
| 10    | 24 de juliol | Gran Premi de Suècia         | Anderstorp        |
| 11    | 31 de juliol | Gran Premi de Finlàndia      | Imatra            |
| 12    | 7 d'agost    | Gran Premi de Txecoslovàquia | Brno              |
| 13    | 14 d'agost   | Gran Premi de Gran Bretanya  | Silverstone       |

### Guanyadors
| Cursa | Gran Premi           | 50cc               | 125cc              | 250cc            | 350cc           | 500cc          | Resultats |
| ----- | -------------------- | ------------------ | ------------------ | ---------------- | --------------- | -------------- | --------- |
| 1     | GP de Veneçuela      |                    | Ángel Nieto        | Walter Villa     | Johnny Cecotto  | Barry Sheene   | Resultat  |
| 2     | GP d'Àustria         |                    | Eugenio Lazzarini  |                  |                 | Jack Findlay   | Resultat  |
| 3     | GP d'Alemanya        | Herbert Rittberger | Pier Paolo Bianchi | Christian Sarron | T. Katayama     | Barry Sheene   | Resultat  |
| 4     | GP de les Nacions    | Eugenio Lazzarini  | Pier Paolo Bianchi | Franco Uncini    | Alan North      | Barry Sheene   | Resultat  |
| 5     | GP d'Espanya         | Ángel Nieto        | Pier Paolo Bianchi | T. Katayama      | Michel Rougerie |                | Resultat  |
| 6     | GP de França         |                    | Pier Paolo Bianchi | Jon Ekerold      | T. Katayama     | Barry Sheene   | Resultat  |
| 7     | GP de Iugoslàvia     | Ángel Nieto        | Pier Paolo Bianchi | Mario Lega       | T. Katayama     |                | Resultat  |
| 8     | Dutch TT             | Ángel Nieto        | Ángel Nieto        | Mick Grant       | Kork Ballington | Wil Hartog     | Resultat  |
| 9     | GP de Bèlgica        | Eugenio Lazzarini  | Pier Paolo Bianchi | Walter Villa     |                 | Barry Sheene   | Resultat  |
| 10    | GP de Suècia         | Ricardo Tormo      | Ángel Nieto        | Mick Grant       | T. Katayama     | Barry Sheene   | Resultat  |
| 11    | GP de Finlàndia      |                    | Pier Paolo Bianchi |                  | T. Katayama     | Johnny Cecotto | Resultat  |
| 12    | GP de Txecoslovàquia |                    |                    | Franco Uncini    | Johnny Cecotto  | Johnny Cecotto | Resultat  |
| 13    | GP de Gran Bretanya  |                    | Pierluigi Conforti | Kork Ballington  | Kork Ballington | Pat Hennen     | Resultat  |

### Accidents mortals
- Hans Stadelmann es va morir arran d'un accident a la cursa de 350cc del Gran Premi d'Àustria.[9]
- Dos pilots es van morir arran de sengles accidents al Gran Premi de Iugoslàvia: Giovanni Ziggiotto durant els entrenaments de la cursa de 250cc[7] i Ulrich Graf a la cursa de 50cc.[8]

## Galeria

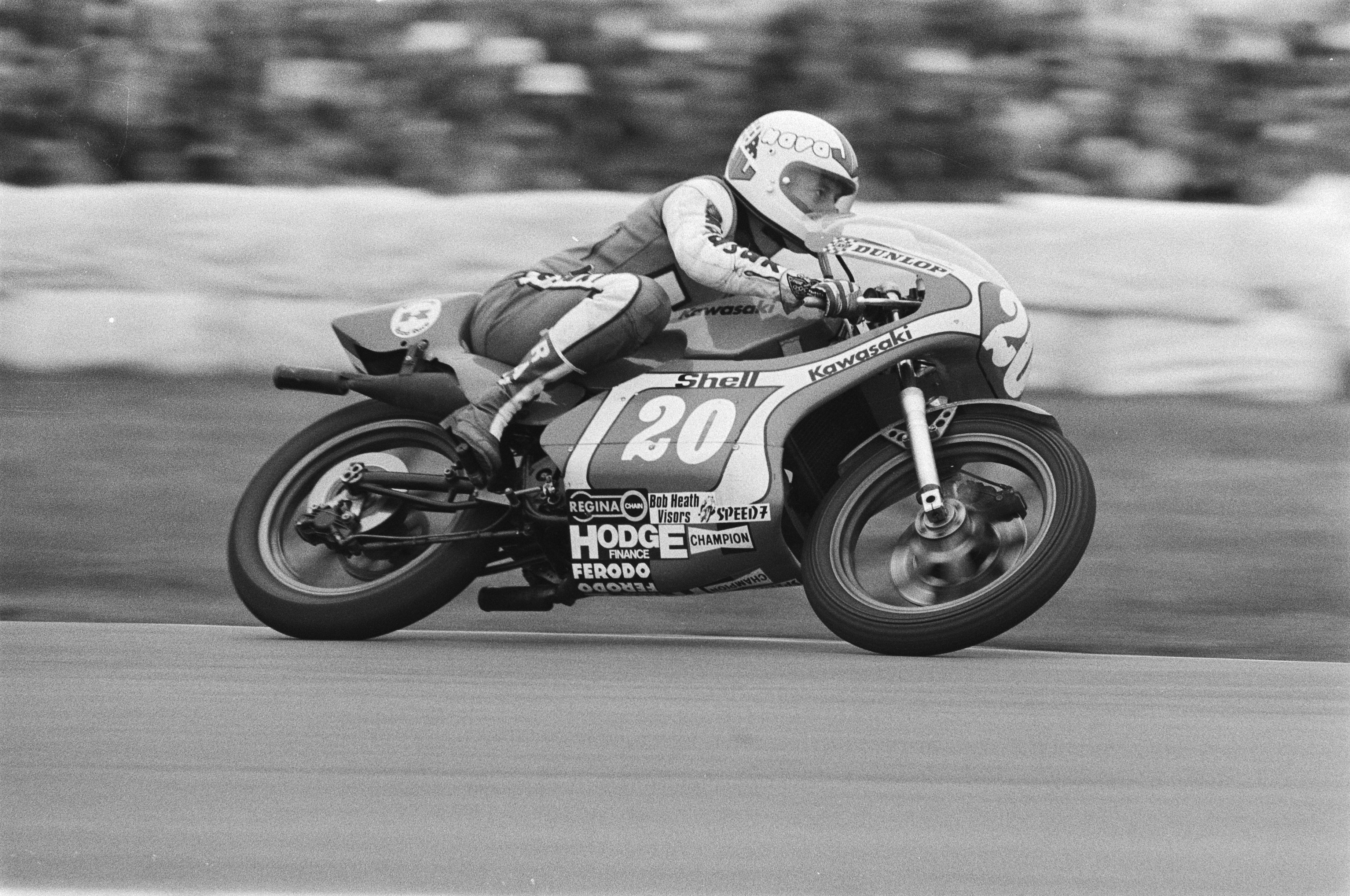
Mick Grant amb la Kawasaki 250 a Assen
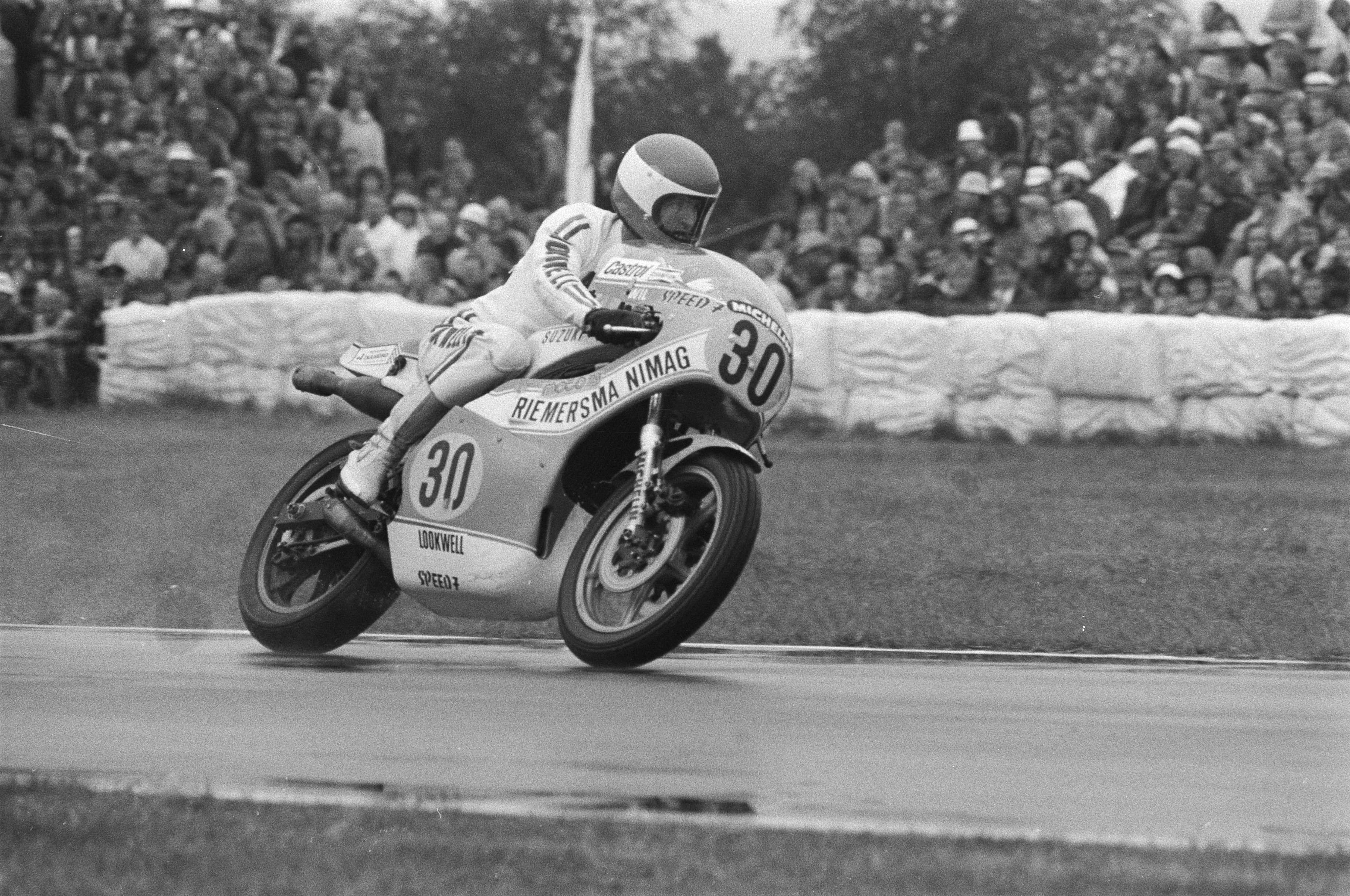
Wil Hartog amb la Suzuki RG500 a Assen
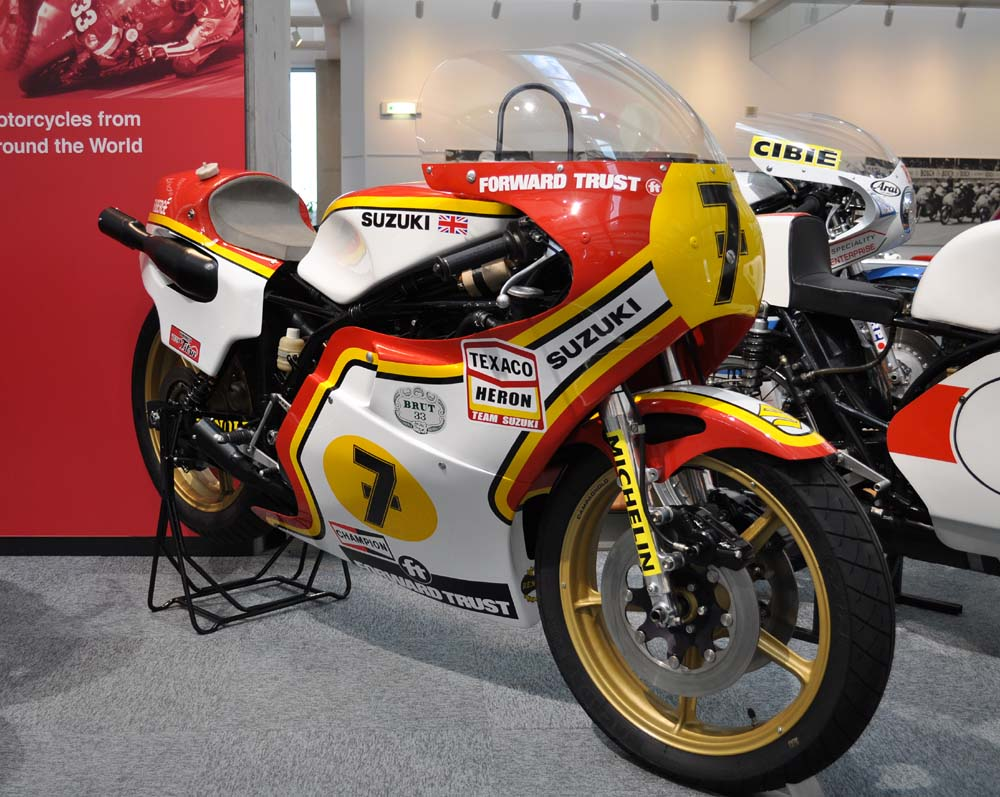
La Suzuki RG500 amb què Barry Sheene fou campió de 500cc

## Classificació dels pilots

### 500 cc
(Llegenda) (En negreta - Pole; En cursiva - Volta ràpida)
| Pos | Pilot               | Motodel         | VEN · | AUT · | GER · | NAT · | FRA · | NED · | BEL · | SWE · | FIN · | CZE · | GBR | Pts |
| --- | ------------------- | --------------- | ----- | ----- | ----- | ----- | ----- | ----- | ----- | ----- | ----- | ----- | --- | --- |
| 1   | Barry Sheene        | Suzuki          | 1     | NVC   | 1     | 1     | 1     | 2     | 1     | 1     | 6     |       | Ret | 107 |
| 2   | Steve Baker         | Yamaha          | 2     | NVC   | 3     | 4     | 3     | 5     | 2     | 3     | 12    | Ret   | 2   | 80  |
| 3   | Pat Hennen          | Suzuki          | 3     | NVC   | 2     | Ret   | 10    | 3     | 3     | 10    | Ret   | 4     | 1   | 67  |
| 4   | Johnny Cecotto      | Yamaha          | 4     | NVC   |       |       |       |       |       | 2     | 1     | 1     | Ret | 50  |
| 5   | Steve Parrish       | Suzuki          | 9     | NVC   | 4     | 11    | 6     | Ret   | 5     | 4     | 5     | 7     | Ret | 39  |
| 6   | Giacomo Agostini    | Yamaha          |       | NVC   | Ret   | 5     | 2     | Ret   | 8     | 9     | Ret   | 2     | 9   | 37  |
| 7   | Gianfranco Bonera   | Suzuki          | Ret   | NVC   | 12    | Ret   | 4     | Ret   | Ret   | 6     | 3     | 5     | 4   | 37  |
| 8   | Philippe Coulon     | Suzuki          | 5     | NVC   | 5     | 6     | 5     | 4     | 6     | Ret   |       |       |     | 36  |
| 9   | Teuvo Länsivuori    | Suzuki          | Ret   | NVC   | Ret   | 12    | 7     | 7     | 4     | Ret   | 7     | 6     | 3   | 35  |
| 10  | Wil Hartog          | Suzuki          |       | NVC   | 6     | NVC   | Ret   | 1     | 7     | 5     | Ret   | Ret   | Ret | 30  |
| 11  | Marco Lucchinelli   | Suzuki          | 7     | NVC   | 7     | Ret   | Ret   | 6     | Ret   | Ret   | 2     | Ret   |     | 25  |
| 12  | Virginio Ferrari    | Suzuki          | 6     | Ret   | Ret   | 2     | 8     | 10    | Ret   | Ret   | Ret   | Ret   |     | 21  |
| 13  | Michel Rougerie     | Suzuki / Yamaha |       | NVC   | Ret   | NVC   | Ret   | 8     | 23    | 11    | 4     | 3     | Ret | 21  |
| 14  | Armando Toracca     | Suzuki          |       | Ret   | Ret   | 3     | 9     | 9     | 11    | 7     | 8     | Ret   |     | 21  |
| 15  | Max Wiener          | Suzuki          |       | 2     | 9     | 14    | Ret   | 17    | 12    | 12    |       | 8     | 8   | 20  |
| 16  | Jack Findlay        | Suzuki          |       | 1     | 13    | Ret   |       | NQ    | 9     | 14    | Ret   | Ret   | Ret | 17  |
| 17  | Alex George         | Suzuki          |       | 3     | 14    | 15    | Ret   | NQ    |       | 16    | 13    | 11    | 6   | 15  |
| 18  | Helmut Kassner      | Suzuki          |       | 4     | 16    | NQ    | 17    | Ret   | Ret   | Ret   | NEL   | 10    | 11  | 9   |
| 19  | Franz Heller        | Suzuki          |       | 5     | 19    |       |       |       | 20    |       |       | 13    |     | 6   |
| 20  | Steve Wright        | Suzuki          |       |       |       |       |       |       |       |       |       |       | 5   | 6   |
| 21  | Christian Estrosi   | Suzuki          | 8     | NVC   | Ret   | 8     | 11    | Ret   |       | Ret   | Ret   |       | Ret | 6   |
| 22  | Michael Schmid      | Suzuki          |       | 6     |       |       |       |       |       |       |       | 19    |     | 5   |
| 23  | John Newbold        | Suzuki          |       | NVC   | 15    | 7     | Ret   | 12    | Ret   | Ret   |       |       | Ret | 4   |
| 24  | Derek Chatterton    | Suzuki          |       |       |       |       |       |       |       |       |       |       | 7   | 4   |
| 25  | John Williams       | Suzuki          |       | NVC   | Ret   | 16    | Ret   | Ret   | 10    | 8     | Ret   | Ret   | Ret | 4   |
| 26  | Anton Mang          | Suzuki          |       |       | 8     | 10    | Ret   |       |       | Ret   | NEL   |       |     | 4   |
| 27  | Boet van Dulmen     | Suzuki          |       | Ret   | 10    | 9     | 12    |       |       |       |       | Ret   | Ret | 3   |
| 28  | Jean-Philippe Orban | Suzuki / Yamaha |       | NVC   | 21    | 17    | 16    | 16    | 22    | Ret   | 9     | Ret   |     | 2   |
| 29  | Franz Rau           | Suzuki          |       |       | 18    |       |       | Ret   |       |       |       | 9     | Ret | 2   |
| 30  | Alan North          | Yamaha          | 10    |       |       |       |       |       | 25    |       |       |       |     | 1   |
| 31  | Karl Auer           | Yamaha          |       | NQ    | Ret   | NQ    | Ret   | NQ    | Ret   | Ret   | 10    | Ret   |     | 1   |
| 32  | Kevin Wretton       | Suzuki          |       |       |       |       |       |       |       |       |       |       | 10  | 1   |
| 33  | Borge Nielsen       | Suzuki          |       |       | 18    | Ret   | Ret   | Ret   | 17    | NQ    | 11    | 12    | Ret | 0   |
| 34  | Stuart Avant        | Suzuki          |       | Ret   | 11    | Ret   | Ret   | Ret   |       |       | Ret   |       | Ret | 0   |
| 35  | Jack Middelburg     | Suzuki          |       |       |       |       |       | 11    |       |       |       |       |     | 0   |
| 36  | Franz Meier         | Yamaha          |       |       |       |       |       |       |       |       |       |       | 12  | 0   |
| 37  | Warren Willing      | Yamaha          |       |       |       |       | 13    | 14    |       |       |       |       | Ret | 0   |
| 38  | Gianni Rolando      | Suzuki          | Ret   | NVC   |       | Ret   | 15    | 13    | Ret   |       | Ret   | Ret   |     | 0   |
| 39  | Odd Arne Lände      | Suzuki          |       |       |       |       |       |       |       | Ret   | NQ    | Ret   | 13  | 0   |
| 40  | Graziano Rossi      | Suzuki          |       |       |       | 13    | Ret   |       |       |       | NEL   |       |     | 0   |
| 41  | Dave Potter         | Suzuki          |       |       |       |       |       | Ret   | 13    |       |       |       |     | 0   |
| 42  | Alf Henrik Graarud  | Suzuki          |       |       |       |       |       |       |       | 13    |       |       |     | 0   |
| 43  | Bosse Granath       | Suzuki          |       | Ret   | 25    |       |       | NQ    | 18    | 15    | 14    | Ret   |     | 0   |
| 44  | Les van Breda       | Suzuki          |       |       | Ret   |       |       | 15    | 14    |       |       |       | Ret | 0   |
| 45  | John Woodley        | Suzuki          |       |       |       |       | 14    |       | 24    |       |       |       | Ret | 0   |
| 46  | Roland Freymond     | Yamaha          |       |       |       |       |       |       |       |       |       | 14    |     | 0   |
| 47  | Jean-Marc Toffolo   | Yamaha          |       |       |       |       |       |       |       |       | 17    | 15    |     | 0   |
| 48  | Markku Matikäinen   | Suzuki          |       | Ret   |       | NQ    | 18    |       | 21    | Ret   | 15    |       |     | 0   |
| 49  | Harald Merkl        | Suzuki / Yamaha |       |       | 20    |       |       |       | 15    |       |       | Ret   |     | 0   |
| 50  | Ron Kirkham         | Yamaha          |       |       |       |       |       |       |       | 17    | 16    | Ret   |     | 0   |
| 51  | Hans-Otto Butenuth  | Yamaha          |       |       | NQ    |       |       |       | 16    |       |       | Ret   |     | 0   |
| 52  | Adelio Faccioli     | Yamaha          |       |       |       |       |       |       |       |       |       | 16    |     | 0   |
| 53  | Hans Braumandl      | Yamaha / Suzuki |       | NQ    | 28    |       |       |       |       |       |       | 17    |     | 0   |
| 54  | Giorgio Gatti       | Yamaha          |       |       |       |       |       |       |       |       |       | 18    |     | 0   |
| =   | Mario Necchi        | Suzuki          |       |       |       | 18    |       |       |       |       |       |       |     | 0   |
| =   | Ossi Nikkinen       | Yamaha          |       |       |       |       |       |       |       |       | 18    |       |     | 0   |
| =   | Piet van der Wal    | Yamaha          |       |       |       |       |       | 18    |       |       |       |       |     | 0   |
| 58  | Willem Zoet         | Suzuki          |       |       |       |       |       | Ret   | 19    |       |       |       |     | 0   |
| 59  | Carlos Delgado      | Suzuki          |       |       |       |       | 19    |       |       |       |       |       |     | 0   |
| 60  | John Weeden         | Yamaha / Suzuki |       |       | 22    |       |       |       |       |       |       |       | Ret | 0   |
| 61  | Kaj Jensen          | Yamaha          |       |       | 23    |       |       |       |       |       |       |       | Ret | 0   |
| 62  | Johannes Klement    | Yamaha          |       |       | 24    |       |       |       |       |       |       |       |     | 0   |
| 63  | Lars Johansson      | Yamaha          |       |       | 26    |       |       |       |       |       |       |       |     | 0   |
| 64  | Hervé Regout        | Yamaha / Suzuki |       |       | 27    | NQ    |       |       | Ret   |       |       |       | Ret | 0   |
| 65  | Peter Sjöström      | Yamaha          |       |       | 29    |       |       |       |       |       |       |       |     | 0   |
| -   | Marcel Ankoné       | Suzuki          | Ret   | NC    | Ret   |       |       |       |       |       |       |       |     | 0   |
| -   | Nico Cereghini      | Suzuki          |       |       | Ret   | Ret   | Ret   |       |       |       |       |       |     | 0   |
| -   | Bernard Fau         | Suzuki          |       |       | Ret   | NVC   | Ret   |       |       |       | NEL   |       |     | 0   |
| -   | Werner Nenning      | Suzuki          |       | Ret   |       |       |       |       |       |       |       | Ret   |     | 0   |
| -   | Kees van der Kruijs | Yamaha          |       |       |       |       |       |       | Ret   |       |       |       | Ret | 0   |
| -   | Dieter Braun        | Suzuki          |       | NVC   | Ret   |       |       |       |       |       |       |       |     | 0   |
| -   | Jean-François Baldé | Fath / Yamaha   |       | NQ    | NEL   |       |       |       | Ret   |       |       |       |     | 0   |
| -   | Sindey Jensen       | Yamaha          |       | NQ    |       |       |       |       |       | Ret   |       |       |     | 0   |
| -   | Takazumi Katayama   | Suzuki / Yamaha |       | NQ    |       |       |       |       | Ret   |       |       |       |     | 0   |
| -   | Carlo Perugini      | Suzuki          |       |       | Ret   | NQ    |       |       |       |       |       |       |     | 0   |
| -   | Beni Slydal         | Suzuki          |       |       |       |       |       |       |       | Ret   | NQ    |       |     | 0   |
| -   | Dick Alblas         | Koenig          |       |       |       |       |       | Ret   |       |       |       |       |     | 0   |
| -   | Claude Ben El Hadj  | Suzuki          |       |       |       |       | Ret   |       |       |       |       |       |     | 0   |
| -   | Jean-Paul Boinet    | Suzuki          |       |       |       |       |       |       |       |       |       |       | Ret | 0   |
| -   | Giuseppe Consalvi   | Yamaha          |       |       |       |       |       |       |       |       |       | Ret   |     | 0   |
| -   | George Fogarty      | Suzuki          |       |       |       |       |       |       |       |       |       |       | Ret | 0   |
| -   | Haerle              | Yamaha          |       |       | Ret   |       |       |       |       |       |       |       |     | 0   |
| -   | Ron Haslam          | Suzuki          |       |       |       |       |       |       |       |       |       |       | Ret | 0   |
| -   | Jean-Claude Hogrel  | Yamaha          |       |       |       |       |       |       |       |       | Ret   |       |     | 0   |
| -   | Kimmo Kopra         | Suzuki          |       |       |       |       |       |       |       |       | Ret   |       |     | 0   |
| -   | Horst Lahfeld       | Koenig          |       |       | Ret   |       |       |       |       |       |       |       |     | 0   |
| -   | Pentti Lehtelä      | Yamaha          |       |       |       |       |       |       |       |       | Ret   |       |     | 0   |
| -   | Steve Manship       | Suzuki          |       |       |       |       |       |       |       |       |       |       | Ret | 0   |
| -   | Hervé Moineau       | Suzuki          |       |       |       |       | Ret   |       |       |       |       |       |     | 0   |
| -   | André Pogolotti     | Suzuki          |       |       |       |       | Ret   |       |       |       |       |       |     | 0   |
| -   | Ricky Romeri        | Yamaha          |       |       |       | Ret   |       |       |       |       |       |       |     | 0   |
| -   | Hans Schöne         | Yamaha          |       |       | Ret   |       |       |       |       |       |       |       |     | 0   |
| -   | Bohumil Stasa       | Yamaha          |       |       |       |       |       |       |       |       |       | Ret   |     | 0   |
| -   | Dewi                | Suzuki          |       | NVC   |       |       |       |       |       |       |       |       |     | 0   |
| -   | Mittermeier         | Suzuki          |       | NVC   |       |       |       |       |       |       |       |       |     | 0   |
| -   | Chas Mortimer       | Suzuki          |       | NVC   |       |       |       |       |       |       |       |       |     | 0   |
| -   | Christoph Bürki     | Suzuki          |       | NQ    | NQ    |       |       |       |       |       |       |       |     | 0   |
| -   | Pier Aldo Cipriani  | Paton           |       |       | NQ    | NQ    |       |       |       |       |       |       |     | 0   |
| -   | Harry Hoffman       | Suzuki          |       | NQ    | NQ    |       |       |       |       |       |       |       |     | 0   |
| -   | Goran Alden         | Suzuki          |       |       |       |       |       |       |       | NQ    |       |       |     | 0   |
| -   | Begert              | Koenig          |       |       | NQ    |       |       |       |       |       |       |       |     | 0   |
| -   | Rob Bron            | Suzuki          |       |       |       |       |       | NQ    |       |       |       |       |     | 0   |
| -   | Olivier Chevallier  | Harley Davidson |       | NQ    |       |       |       |       |       |       |       |       |     | 0   |
| -   | Patrick Fernandez   | Yamaha          |       |       |       |       |       |       | NQ    |       |       |       |     | 0   |
| -   | Tom Herron          | Yamaha          |       |       |       |       |       |       | NQ    |       |       |       |     | 0   |
| -   | Hohl                | Koenig          |       |       | NQ    |       |       |       |       |       |       |       |     | 0   |
| -   | Richard Hubin       | Yamaha          |       |       |       |       |       |       | NQ    |       |       |       |     | 0   |
| -   | Kensen              | Yamaha          |       |       |       |       |       |       | NQ    |       |       |       |     | 0   |
| -   | Laasko              | Suzuki          |       |       |       |       |       |       |       |       | NQ    |       |     | 0   |
| -   | Cesare Leali        | Suzuki          |       |       |       | NQ    |       |       |       |       |       |       |     | 0   |
| -   | Gregorio Mariani    | Suzuki          |       |       |       | NQ    |       |       |       |       |       |       |     | 0   |
| -   | Paolo Niccoli       | Harley Davidson |       |       |       | NQ    |       |       |       |       |       |       |     | 0   |
| -   | Francesco Pisanelli | Suzuki          |       |       |       | NQ    |       |       |       |       |       |       |     | 0   |
| -   | Patrick Pons        | Yamaha          |       |       |       |       |       |       | NQ    |       |       |       |     | 0   |
| -   | Regoni              | Suzuki          |       |       |       |       |       |       |       |       | NQ    |       |     | 0   |
| -   | Kenny Roberts       | Yamaha          |       |       |       |       |       |       |       |       | NQ    |       |     | 0   |
| -   | Dudley Robinson     | Suzuki          |       |       | NQ    |       |       |       |       |       |       |       |     | 0   |
| -   | Rouge               | Suzuki          |       |       |       |       | NQ    |       |       |       |       |       |     | 0   |
| -   | Luigi Torelli       | Suzuki          |       |       |       | NQ    |       |       |       |       |       |       |     | 0   |
| -   | Jürgen Zeddel       | Harley Davidson |       |       | NQ    |       |       |       |       |       |       |       |     | 0   |
| Pos | Pilot               | Moto            | VEN · | AUT · | GER · | NAT · | FRA · | NED · | BEL · | SWE · | FIN · | CZE · | GBR | Pts |

### 350 cc
| Posició | Pilot              | Moto   | Punts | Victòries |
| ------- | ------------------ | ------ | ----- | --------- |
| 1       | Takazumi Katayama  | Yamaha | 95    | 5         |
| 2       | Tom Herron         | Yamaha | 56    | 0         |
| 3       | Jon Ekerold        | Yamaha | 54    | 0         |
| 4       | Michel Rougerie    | Yamaha | 50    | 1         |
| 5       | Kork Ballington    | Yamaha | 46    | 2         |
| 6       | Olivier Chevallier | Yamaha | 39    | 0         |
| 7       | Christian Sarron   | Yamaha | 38    | 0         |
| 8       | Patrick Fernandez  | Yamaha | 34    | 0         |
| 9       | Johnny Cecotto     | Yamaha | 30    | 2         |
| 10      | Alan North         | Yamaha | 30    | 1         |
|         |                    |        |       |           |
| 14      | Víctor Palomo      | Yamaha | 18    | 0         |

### 250 cc
| Posició | Pilot             | Moto            | Punts | Victòries |
| ------- | ----------------- | --------------- | ----- | --------- |
| 1       | Mario Lega        | Morbidelli      | 85    | 1         |
| 2       | Franco Uncini     | Harley-Davidson | 72    | 2         |
| 3       | Walter Villa      | Harley-Davidson | 67    | 3         |
| 4       | Takazumi Katayama | Yamaha          | 58    | 1         |
| 5       | Tom Herron        | Yamaha          | 54    | 0         |
| 6       | Kork Ballington   | Yamaha          | 49    | 1         |
| 7       | Alan North        | Yamaha          | 43    | 0         |
| 8       | Mick Grant        | Kawasaki        | 42    | 2         |
| 9       | Jon Ekerold       | Yamaha          | 42    | 1         |
| 10      | Patrick Fernandez | Yamaha          | 28    | 0         |
|         |                   |                 |       |           |
| 20      | Víctor Palomo     | Yamaha          | 10    | 0         |

### 125 cc
| Posició | Pilot                  | Moto       | Punts | Victòries |
| ------- | ---------------------- | ---------- | ----- | --------- |
| 1       | Pier Paolo Bianchi     | Morbidelli | 131   | 7         |
| 2       | Eugenio Lazzarini      | Morbidelli | 105   | 1         |
| 3       | Angel Nieto            | Bultaco    | 80    | 3         |
| 4       | Jean-Louis Guignabodet | Morbidelli | 62    | 0         |
| 5       | Anton Mang             | Morbidelli | 55    | 0         |
| 6       | Gert Bender            | Bender     | 38    | 0         |
| 7       | Harald Bartol          | Morbidelli | 32    | 0         |
| 8       | Hans Müller            | Morbidelli | 32    | 0         |
| 9       | Stefan Dörflinger      | Morbidelli | 32    | 0         |
| 10      | Pierluigi Conforti     | Morbidelli | 30    | 1         |
|         |                        |            |       |           |
| 34      | Jorge Navarrete        | Bultaco    | 1     | 0         |

### 50 cc
| Posició | Pilot                  | Moto       | Punts | Victòries |
| ------- | ---------------------- | ---------- | ----- | --------- |
| 1       | Angel Nieto            | Bultaco    | 87    | 3         |
| 2       | Eugenio Lazzarini      | Kreidler   | 72    | 2         |
| 3       | Ricardo Tormo          | Bultaco    | 69    | 1         |
| 4       | Herbert Rittberger     | Kreidler   | 53    | 1         |
| 5       | Patrick Plisson        | ABF        | 26    | 0         |
| 6       | Stefan Dörflinger      | Kreidler   | 26    | 0         |
| 7       | Jean-Louis Guignabodet | Morbidelli | 14    | 0         |
| 8       | Hans Hummel            | Kreidler   | 11    | 0         |
| 9       | Julien van Zeebroeck   | Kreidler   | 10    | 0         |
| 10      | Ramon Galí             | Derbi      | 10    | 0         |
|         |                        |            |       |           |
| 27      | Jorge Navarrete        | Derbi      | 1     | 0         |